# Грб Даниловграда
Грб Даниловградa је званични грб црногорске општине Даниловград.

## Опис грба
Грб има шпицаст облик, у њему се налази мањи грб над којим стоји ћириличан назив општине „ДАНИЛОВГРАД“. Мањи штит је плава силуета моста Војводе Мирка изнад валовитих линија које симболизују ријеку Зету, док је изнад моста силуета планине Маганик.